# پاتریک کانستبل
پاتریک کانستبل (انگلیسی: Patrick Constable؛ زادهٔ ۱۵ ژوئیهٔ ۱۹۹۵) دوچرخه‌سوار اهل استرالیا است.
وی در مسابقات کشوری و بین‌المللی در مجموع برندهٔ ۱ مدال نقره، ۱ مدال برنز شده‌است.